# Sender Bleialf
Der Sender Bleialf ist ein Füllsender des Südwestrundfunks für UKW-Radio und terrestrisches Fernsehen, 642 m ü. NN. Er steht in der Nähe von Bleialf-Buchet in der rheinland-pfälzischen West-Eifel.
Er ist nicht zu verwechseln mit dem ehemaligen Fernsehgrundnetzsender Schnee-Eifel, der 2,2 km nordöstlich davon stand.

## Frequenzen und Programme

### Analoger Hörfunk (UKW)
| Frequenz (MHz) | Programm             | RDS PS   | RDS PI | Regionalisierung     | ERP (kW) | Antennendiagramm rund (ND)/gerichtet (D) | Polarisation horizontal (H)/vertikal (V) |
| -------------- | -------------------- | -------- | ------ | -------------------- | -------- | ---------------------------------------- | ---------------------------------------- |
| 88,3           | SWR1 Rheinland-Pfalz | SWR1_RP_ | D3A1   | –                    | 0,01     | ND                                       | H                                        |
| 99,7           | SWR Kultur           | SWR_Kult | D3A2   | Rheinland-Pfalz      | 0,1      | D (10°-320°)                             | H                                        |
| 98,9           | SWR3                 | __SWR3__ | D3A3   | Rheinland-Pfalz/Köln | 0,1      | ND                                       | H                                        |
| 94,6           | SWR4 Rheinland-Pfalz | SWR4_TR_ | DCA4   | Radio Trier          | 0,1      | ND                                       | H                                        |

### Analoges Fernsehen (PAL)
Mit der Einführung von DVB-T am Sender Eifel am 12. November 2008 endete die analoge TV-Ausstrahlung am Sender Bleialf.
Vor der Umstellung auf DVB-T lief hier der folgende analoge TV-Sender:
| Kanal | Frequenz (MHz) | Programm        | ERP (kW) | Antennendiagramm rund (ND)/ gerichtet (D) | Polarisation horizontal (H)/ vertikal (V) |
| ----- | -------------- | --------------- | -------- | ----------------------------------------- | ----------------------------------------- |
| 10    | 210,25         | Das Erste (SWR) | 0,012    | ND                                        | H                                         |

### Digitaler Rundfunk (DAB+)
Für das Jahr 2021 ist die Aufstockung des Turmes und die Installation einer DAB+ Sendeanlage geplant. Seit dem 11. Dezember 2024 läuft SWR RP (Kanal 11A) über DAB+ hierüber.
| Block                             | Programme | ERP (kW) | Antennen-diagramm rund (ND)/gerichtet (D) | Polarisation horizontal (H)/vertikal (V) | Gleichwellennetz (SFN) |
| --------------------------------- | --- | -------- | ----------------------------------------- | ---------------------------------------- | --- |
| 11A Rheinland- Pfalz 1 (D__00217) | DAB+-Multiplex der Digital Radio Südwest: - SWR1 RP (96 kbps) - SWR Kultur (96 kbps) - SWR3 (Rheinland-Pfalz) (96 kbps) - SWR4 KL (88 kbps) - SWR4 KO (88 kbps) - SWR4 LU (88 kbps) - SWR4 MZ (88 kbps) - SWR4 TR (88 kbps) - DASDING (96 kbps) - SWR Aktuell (72 kbps) - bigFM (72 kbps) - RPR1. (überregional) (72 kbps) - Rockland Radio (überregional) (72 kbps) - EPG (24 kbps) - TPEG (16 kbps) | 6,9      |                                           | H                                        | - Region Kaiserslautern: Bornberg, Kaiserslautern (Rotenberg), Kettrichhof, Zweibrücken - Region Koblenz: Ahrweiler (Schöneberg), Alf-Bullay, Altenahr (Oberes Ahrtal), Bad Marienberg, Betzdorf (Weißenstein), Diez, Koblenz (Dieblich-Waldesch), Linz am Rhein - Region Ludwigshafen: Weinbiet - Region Mainz: Bad Kreuznach (Bad Münster am Stein), Donnersberg, Mainz-Kastel, Oberdiebach (Lorch) - Region Trier: Bitburg, Bleialf, Daleiden, Haardtkopf, Idar-Oberstein, Kirn, Palzem, Schartenberg (Eifel), Niedersgegen, Saarburg, Traben-Trarbach, Trier (Markusberg) |